# Shirley (album)
| Recensione | Giudizio |
| ---------- | -------- |
| AllMusic   | [ 1 ]    |

Shirley è il quarto album in studio di Shirley Bassey, il suo secondo per la Columbia, e fu registrato con Geoff Love e la sua orchestra. Fu il suo primo album ad entrare nella top ten della UK Albums Chart, un'impresa che non avrebbe ripetuto fino a Something nel 1970. Questo album fu pubblicato sia in mono che stereo. La versione stereo di questo album fu rilasciata su CD nel 1997.

## Tracce
Lato A
1. "In the Still of the Night" (Cole Porter) – 3:20
2. "Let There Be Love" (Lionel Grant, Ian Rand) – 3:10
3. "All At Once" [Déjà] (Dorcas Cochran, Emil Stern, Eddy Marnay) – 3:30
4. "For Every Man There's a Woman" (Leo Robin, Harold Arlen) – 3:50
5. "I'm in the Mood for Love" (Jimmy McHugh, Dorothy Fields) – 3:19
6. "So In Love" (Cole Porter) – 3:01

Lato B
1. "If I Were a Bell" (Frank Loesser) – 2:51
2. "There Will Never Be Another You" (Harry Warren, Mack Gordon) – 2:51
3. "Hooray for Love" (Arlen, Robin) – 3:09
4. "Too Late Now" (Alan Jay Lerner, Burton Lane) – 3:37
5. "I'm Shooting High" (Ted Koehler, McHugh) – 2:19
6. "Ev'ry Time We Say Goodbye" (Cole Porter) – 5:13

## Staff
- Shirley Bassey - voce
- Geoff Love - arrangiatore, direttore
- Geoff Love e la sua orchestra - Orchestra